# Relations entre la Moldavie et la Russie

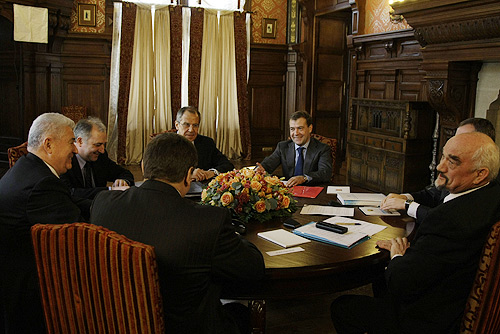
Mars 2009 : rencontre trilatérale Vladimir Voronine (Moldavie, à gauche), Dmitri Medvedev (Russie, au centre) et Igor Smirnov (Transnistrie, à droite).

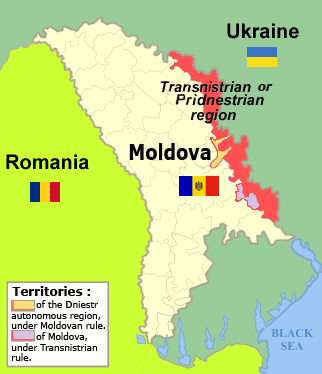
Roumanie, Moldavie, Transnistrie et Ukraine.

Les relations entre la Moldavie et la Russie sont les liens politiques et économiques entre la république de Moldavie et la fédération de Russie. Les deux États entretiennent des ambassades et consulats chacun dans la capitale et les principales villes de l'autre. Des visites de chefs d'État (plus souvent des moldaves à Moscou ou ailleurs, que des russes à Chișinău) ont eu lieu jusqu'en 2022 lorsque la Russie a envahi l'Ukraine. La Moldavie et la Russie ont des relations bilatérales (en) de jure, mais trilatérales de facto, et ce dès l'indépendance de la Moldavie en août 1991. Le troisième partenaire est en effet un État séparatiste non reconnu par le gouvernement de la Moldavie et le droit international mais soutenu par la Russie : la Transnistrie, officiellement auto-désignée comme République moldave pridnistrienne, et dont le statut occupe l'essentiel des enjeux des relations entre la Moldavie et la Russie. Selon le droit moldave et international, son territoire devrait constituer une région autonome de la Moldavie, comme la Gagaouzie. La position russe est beaucoup plus ambigüe et varie au gré de ses intérêts et des aléas de la politique internationale.

## Histoire

### 1924-1991

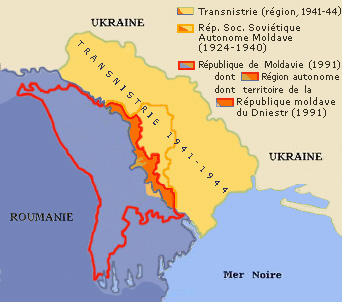
Modifications de la frontière transnistrienne : le bleu est la territoire roumain jusqu'en 1940 ; l'orange est la Transnistrie actuelle ; le jaune est la la Transnistrie pendant la Seconde Guerre mondiale ; la ligne rouge est la Moldavie après la guerre froide (1991), et la ligne orange est la République socialiste soviétique autonome moldave.

La création en 1924 de la République socialiste soviétique autonome moldave au sein de la république socialiste soviétique d'Ukraine constitue, pour la Transnistrie actuelle, la première étape de son existence en tant qu'entité politique (en) autonome. L'URSS ayant occupé la Moldavie roumaine en 1940 conformément aux protocoles secrets du pacte germano-soviétique, une nouvelle République socialiste soviétique moldave (RSSM) a été créée sur une partie du territoire roumain annexé et sur la Transnistrie. La nouvelle RSSM était divisée en 41 arrondissements égaux en statuts, sans autonomies locales. En 1941, les forces de l'Axe attaquent l'URSS et établissent en  Transnistrie  une zone d'occupation roumaine, le gouvernorat de Transnistrie ; la situation de 1940 est rétablie en 1944, à ceci près que la Transnistrie d'avant-guerre est supprimée et partagée entre la Moldavie et l'Ukraine soviétiques.
En 1990, la partie moldave de la Transnistrie, soit cinq arrondissements et deux villes, proclame son indépendance vis-à-vis de la Moldavie pour rester au sein de l'URSS en tant que République socialiste soviétique moldave pridnestrovienne (RMP). La partie ukrainienne ne se manifeste pas. Le président soviétique Mikhaïl Gorbatchev signe un décret annulant les décisions prises unilatéralement par les députés transnistriens (comme par bien d'autres pendant la dislocation de l'URSS) et c'est pour ne pas abroger ce décret qu'en 2024, la Russie continue à ne pas reconnaître la Transnistrie, alors qu'elle reconnaît deux autres États sécessionnistes autoproclamés à la même époque : l'Abkhazie et l'Ossétie du Sud.
Pendant la dislocation de l'URSS en 1991, l'action politique et militaire de la Russie dans la République socialiste soviétique moldave comme ailleurs, face à la Géorgie soviétique par exemple, a consisté à susciter de nouvelles entités sécessionnistes, désireuses de rester soviétiques, pour enrayer le processus et affaiblir le mouvement indépendantiste des quinze républiques fédérées soviétiques. C'est ainsi que la Transnistrie a déclaré son indépendance vis-à-vis de la Moldavie, indépendance assurée par la Russie grâce à la guerre du Dniestr de 1992. Depuis l'accord de cessez-le-feu signé à la fin de la guerre, une Commission de contrôle mixte (en) supervise la zone démilitarisée qui entoure les territoires contrôlés par les forces armées transnistriennes et russes. Les négociations, bien que soutenues par la Russie, l'Ukraine, les États-Unis, l'Union européenne et l'Organisation pour la sécurité et la coopération en Europe, n'ont jamais abouti, le conflit étant gelé et donc, aux yeux de l'ONU, toujours en cours.

### 1991-présent

#### Guerre du Dniestr
Pendant la dislocation de l'URSS en 1991, les Moldaves de langue roumaine (environ 70% des habitants) expriment leur volonté d'être soit indépendants, soit intégrés à la Roumanie dont ils partagent l'histoire et la culture. Alors que le souvenir de la période fasciste de la domination roumaine (1941-1944), entretenu par l'historiographie soviétique, est toujours vif parmi les soviétiques les plus âgés, la crainte d'être persécutées se répand parmi les populations non-roumaines qui forment une organisation d'auto-défense appelée « Interfront ». Celle-ci fait appel à la Russie pour défendre ses intérêts.
Ignorant les références des indépendantistes moldaves aux droits de l'homme, aux accords d'Helsinki et aux démocrates russes comme Andreï Sakharov, les médias russes ne cessent d'assimiler les aspirations moldaves et roumaines au fascisme et à l'impérialisme occidental, de sorte que les tensions culminent par la guerre du Dniestr entre mars et juillet 1992. Les forces russes de la 14e armée de la Garde russe fournissant des armes aux nouvelles forces armées transnistriennes. En décembre 1991, le commandant de la 14e armée G. I. Yakovlev est également devenu le chef de l'armée transnistrienne. Le cessez-le-feu en juillet de cette année a créé une zone de sécurité composée de cinq bataillons russes, trois bataillons moldaves et deux bataillons transnistriens. Pendant la guerre, certains villages ukrainophones du centre de la Transnistrie refusent l'autorité des autorités séparatistes, pour se placer sous la protection des autorités moldaves. Ces villages de la rive orientale du Dniestr (Cocieri, Mahala (en) et Pohrebea (en)) restent donc sous contrôle moldave, mais en revanche les forces russes et transnistriennes prennent le contrôle de plusieurs zones de la rive ouest du Dniestr (dont la ville de Bender-Tighina, nœud ferroviaire stratégique).

#### Forces russes en Transnistrie
Des forces de maintien de la paix de chaque côté, dont un contingent russe, patrouillent dans la zone de sécurité. Une commission de contrôle mixte (composée de forces moldaves, transnistriennes et russes) supervise la zone de sécurité, et l'OSCE est un observateur. La Moldavie s'oppose aux forces russes en Transnistrie, affirmant que cela viole leur souveraineté. La neutralité de la Moldavie est codifiée dans sa constitution : « La république de Moldavie déclare sa neutralité permanente et n'admet pas le stationnement d'unités militaires étrangères sur son territoire. » En 1994, la Russie et la Moldavie ont signé un accord selon lequel la Russie retirerait ses troupes trois ans après la ratification ; cependant, la Douma d'État russe ne l'a pas ratifié. Lors du sommet de l'OSCE (en) à Istanbul, la Russie s'est engagée à retirer ses troupes de Transnistrie d'ici la fin de 2002. Encore une fois, la Douma d'État russe n'a pas ratifié les accords d'Istanbul. Dans une résolution de l'OTAN du 18 novembre 2008, la Russie a été instamment priée de « respecter ses engagements pris lors du sommet de l'OSCE à Istanbul en 1999 et de retirer sa présence militaire illégale de la région transnistrienne de Moldavie dans un avenir proche. » Vadim Pisari, un civil moldave, a traversé un poste de contrôle de la zone de sécurité en 2012 et a été mortellement blessé par un soldat russe (en). L'incident a exacerbé les tensions entre la Russie et la Moldavie et a conduit à de nouveaux débats sur la présence continue du contingent russe. Les Moldaves ont manifesté, notamment devant l'ambassade de Russie à Chișinău (capitale moldave), appelant, vainement, au retrait des troupes russes de la région.

#### Statut, déclarations et négociations
L'État de Transnistrie a été autoproclamé par des élites économiques locales ayant des relations privilégiées avec le centre politique soviétique puis russe. Depuis la présidence d'Igor Smirnov (1991-2011), le maintien de relations privilégiées avec la Russie est une constante de la politique étrangère transnistrienne. Bien que la Russie ne reconnaisse pas la Transnistrie en tant qu'État indépendant, elle entretient à Tiraspol, capitale de facto de la Transnistrie, un consulat qui peut délivrer des passeports russes aux habitants de la Transnistrie (comme à ceux d'Abkhazie et d'Ossétie du Sud), afin qu'ils puissent voyager à l'étranger.
Il existe toutefois une déclaration d'intentions de 1997, également connue comme « tmémorandum Primakov », signée par le président moldave Petru Lucinschi et le président transnistrien Igor Smirnov dans le but d'établir des relations juridiques et étatiques entre la Moldavie et la Transnistrie. Les deux parties ont alors réaffirmé l'accord de cessez-le-feu et leur soutien aux tentatives de médiation impliquant la Russie, l'Ukraine et l'OSCE.
Une nouvelle déclaration d'intentions de 2003 connue comme  « mémorandum Kozak », a été signée par le président moldave Vladimir Voronine et par Igor Smirnov de Transnistrie avant d'être médiatisée par Dmitri Kozak, politicien russe allié de Vladimir Poutine. L'un des fondements de la proposition était la création d'une fédération asymétrique de deux États, la Moldavie constituant la majorité et la Transnistrie la minorité. La proposition aurait permis à la Transnistrie d'opposer son veto à toute modification future de la constitution de la nouvelle fédération et d'autoriser un contingent russe en Transnistrie. Mais, bien que le président Voronine soit un communiste pro-russe, il ne put accepter le grand nombre de sièges attribués à la Transnistrie dans le futur sénat, formant une minorité de blocage, ni la présence continue des forces russes, qui auraient de facto privé la Moldavie de sa souveraineté.
En 2005, les États-Unis et l'UE ont rejoint les négociations moldo-russes en tant qu'observateurs. Comprenant également la Transnistrie, l'Ukraine et l'OSCE, les négociations sont connues sous le nom de « format 5+2 » (ou « pourparlers 5+2 »). Des négociations informelles ont eu lieu entre 2006 et 2011, en raison refus transnistrien de laisser surveiller ses frontière par des forces moldaves et ukrainiennes. En réaction, la Russie a fait pression pour un changement à la tête de l'État transnistrien lors de l'élection présidentielle transnistrienne de 2011 (en).
En 2005, la Moldavie adopte une loi sur les « dispositions fondamentales du statut juridique spécial des arrondissements de la rive gauche du Dniestr (Transnistrie) » qui revient à reconnaître les unités territoriales autonomes de la rive gauche du Dniestr comme formant une région autonome de la Moldavie. La loi est jugée insuffisante par la Transnistrie, car elle n'évoque pas l'éventualité d'une sécession. Le 17 septembre 2006, un référendum a lieu en Transnistrie, demandant aux électeurs de choisir entre d'une part l'intégration à la Moldavie en tant que région autonome légale et donc une reconnaissance internationale, et d'autre part une indépendance sous couvert russe potentiellement suivie par l'intégration à la Russie. Le résultat du référendum, sans surprise, a été conforme aux attentes des autorités de Tiraspol : favorable à l'indépendance 98,07 % et à l'intégration de la Russie à 96,61 %. L'OSCE, l'UE et de nombreux autres États, dont la Roumanie, la Bulgarie et la Turquie, n'ont pas reconnu ces résultats. Pour la communauté internationale (y compris la Russie jusqu'au 22 février 2023) la loi moldave sur les dispositions fondamentales est toujours en vigueur et les accords de paix devraient s'y encadrer.
Lors d'une visite à Kiev en 2010, le président russe Dmitri Medvedev se déclare favorable à un « statut spécial » pour la Transnistrie et attribue « un rôle important et stabilisateur à la présence militaire russe en Transnistrie ». Au début des années 2010, les experts internationaux estimaient que la Russie visait une « taïwanisation » de la Transnistrie à ceci près qu'entre la Moldavie et la Transnistrie, c'est cette dernière qui perpétue l'état communiste et sert de relais d'influence (russe) pour orienter la politique étrangère d'un État moldave plus important qu'elle.
Le 28 novembre 2013, en rétorsion à la signature de accord d'association entre la Moldavie et l'Union européenne, la Russie décrète un embargo sur le principal produit d'exportation moldave, le vin,.
Le 20 septembre 2017, le parlement de Transnistrie a approuvé à l'unanimité une demande de statut d'observateur auprès de l'Organisation des Nations unies. La demande, envoyée à António Guterres alors secrétaire général des Nations unies et à Miroslav Lajčák alors président de l'Assemblée générale des Nations unies, demandait également à l'ONU d'établir un groupe de travail international permanent et de « condamner les actions ukrainiennes et moldaves qui conduisent à la violation des droits et libertés inaliénables [...] et à la montée des tensions dans toute la région ». La demande s'inspirait du statut de la Palestine, qui n'est pas membre de l'ONU mais a le statut d'observateur.
Le 22 juin 2018, la Moldavie a présenté une résolution de l'ONU appelant au « retrait complet et inconditionnel des forces militaires étrangères du territoire de la république de Moldavie, y compris la Transnistrie ». Soixante-quatre États membres ont voté en faveur de la résolution, 83 se sont abstenus et 15 ont voté contre. Parmi les États opposés à la résolution , on trouvait la Russie, l'Arménie, la Corée du Nord, le Nicaragua, la Syrie et le Venezuela.
En 2021, le ministre transnistrien des Affaires étrangères Vitaly Ignatiev s'est rendu en Russie et a rencontré un ambassadeur russe itinérant. Au cours de leur conversation, les deux représentants ont évoqué divers domaines des relations russo-transnistriennes, notamment la pandémie de Covid-19 en Transnistrie (en).
Le 22 avril 2022, à la suite de l'invasion de l'Ukraine par la Russie, le major général russe Rustam Minnekayev a déclaré que l'un des objectifs de l'invasion était d'établir un corridor terrestre avec la Transnistrie occupée, affirmant qu'il aurait  « des preuves que la population russophone est opprimée en Ukraine et Moldavie »,,.
Le 22 février 2023 la Russie a abrogé son décret de 2012 exprimant la volonté du Kremlin de « trouver une solution légale pour la Transnistrie en respectant l'intégrité territoriale de la Moldavie », abrogation pouvant permettre à la Russie de reconnaître officiellement la sécession transnistrienne, comme elle l'a déjà fait avec l'Abkhazie ou l'Ossétie du Sud en Géorgie.
À partir du 1er janvier 2025, Gazprom cesse ses livraisons de gaz à la Transnistrie, alors qu'elle avait déjà cessé de livrer le reste de la Moldavie en gaz depuis l'invasion de l'Ukraine par la Russie, bien que la Transnistrie alimente en électricité une partie de la Moldavie,.

## Relations économiques
Les relations économiques moldo-russes sont caractérisées par des crises et des pressions dans lesquelles les autorités transnistriennes jouent le rôle central, d'autant qu'une partie importante du potentiel industriel de la Moldavie se trouve hors de son contrôle, en Transnistrie, profitant à l'économie russe. Cela comprend la centrale hydroélectrique de Dubăsari (en), le dépôt de munitions de Cobasna et le nœud ferroviaire de Bender-Tighina qui, s'il était libre d'utilisation, permettrait à la Moldavie de communiquer directement avec le port maritime ukrainien d'Odessa.
Depuis 1990, la Russie, à travers la Transnistrie, contrôle de facto environ 40 % du PIB de la Moldavie et 90 % de son approvisionnement en électricité. Depuis que la Moldavie a signé l'accord d'association avec l'Union européenne en 2014, la Transnistrie, qui de jure et pour l'UE fait partie de la Moldavie, peut exporter en franchise de droits des marchandises vers les États membres de l'UE. Dès lors 27 % des exportations transnistriennes (dont beaucoup de produits venant de Russie) vont vers l'UE tandis que les exportations vers la Russie sont tombées à 7,7 %. La Transnistrie n'a pas pour autant ouvert ses frontières à la Moldavie et en rétorsion, cette dernière a baissé le prix d'achat de l'électricité transnistrienne d'environ 30 % en 2016 ce qui a entraîné une augmentation de l'émigration et de l'économie souterraine. Faute de reconnaissance internationale de la Transnistrie, il est quasiment impossible d'intenter une action en justice contre les oligarques actifs dans l'économie souterraine, qui font fortune en contournant les blocus imposés par la Russie à la Moldavie ou par l'Union européenne à la Russie. En 2005, à la demande du président moldave Voronine et du président ukrainien Viktor Iouchtchenko, l'UE a lancé une mission d'assistance aux frontières (EUBAM) pour contribuer à limiter les activités criminelles transfrontalières. Selon la Commission européenne, l'EUBAM a trois objectifs centraux : « contribuer à renforcer les capacités globales de gestion des frontières et des douanes et les capacités de la république de Moldavie et de l'Ukraine à lutter contre la criminalité transfrontalière et organisée, à rapprocher les frontières et la législation normes des autorités chargées de l'application de la loi à celles de l'UE, et d'aider la république de Moldavie et l'Ukraine à remplir leurs engagements au titre des plans d'action de la Politique européenne de voisinage (PEV) et des accords de partenariat et de coopération (APC) ».

### Litige douanier

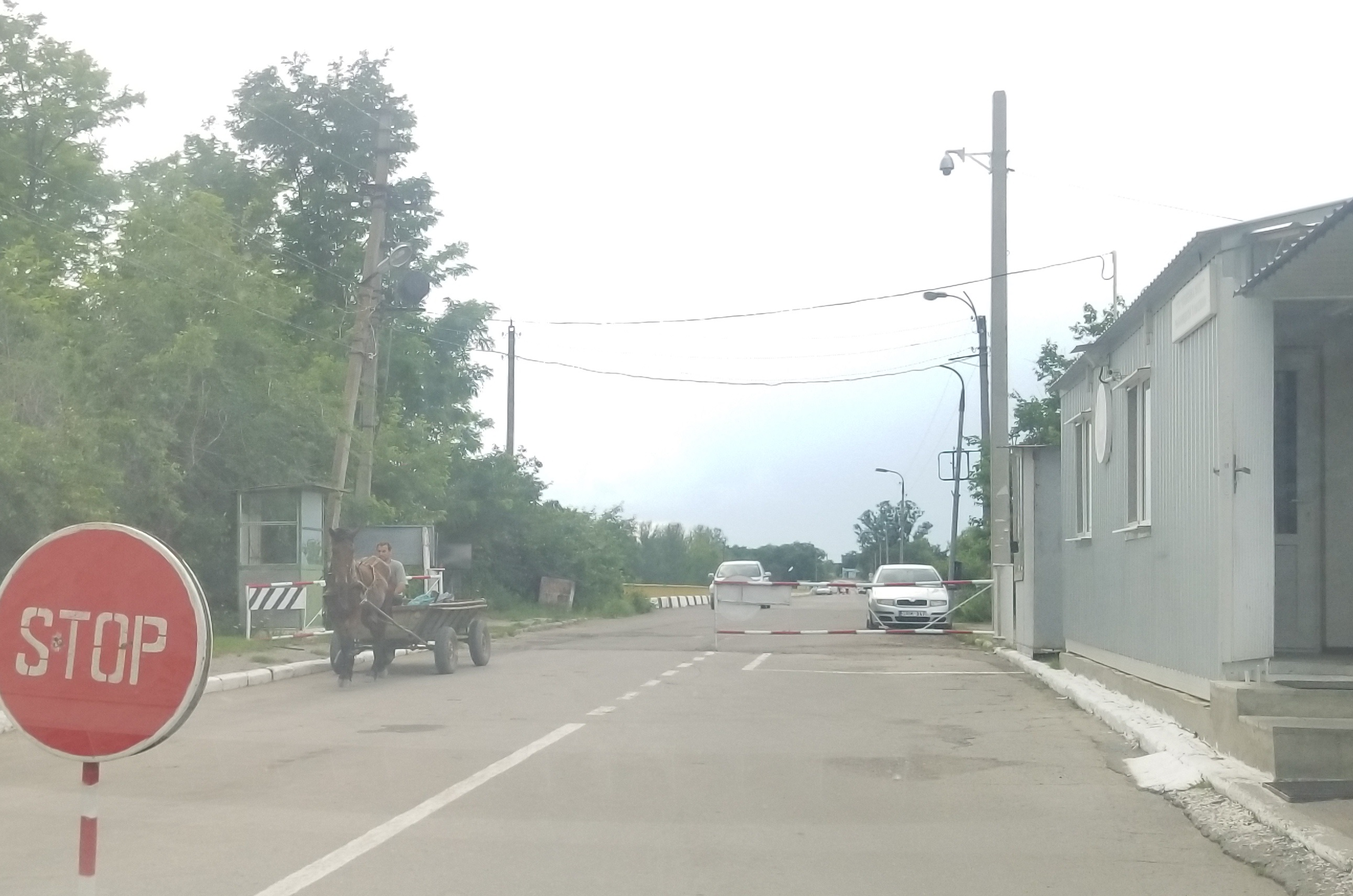
Poste de contrôle sur le ligne de démarcation entre la Transnistrie et la Moldavie à.

Le 3 mars 2006, l'Ukraine a promulgué de nouvelles réglementations douanières à sa frontière avec la Transnistrie, conditionnant l'importation de marchandises de Transnistrie à l'enregistrement par les bureaux de douane moldaves, dans le cadre du protocole douanier conclu entre l'Ukraine et la Moldavie le 30 décembre 2005. Les entreprises transnistriennes qui souhaitent exporter vers l'Ukraine et les membres de la Communauté des États indépendants doivent donc être enregistrées en Moldavie. La ministre de l'Économie transnistrienne Elena Tchernenko a déclaré que ces exigences ukrainiennes coûtent à la Transnistrie 2 à 2,5 millions de dollars par jour.

## Relations consulaires
En 2012, la Russie a ouvert un consulat en Transnistrie, malgré les protestations du gouvernement moldave qui, considérant que le territoire transnistrien est une partie d'elle-même en tant qu'unités territoriales autonomes de la rive gauche du Dniestr, ne reconnaît pas de jure les autorités transnistriennes et n'y a pas de de consulats ou d'ambassades : les contacts diplomatiques entre le gouvernement moldave et le « régime sécessionniste de Tiraspol » passent donc par l'ambassade moldave à Moscou. La souveraineté transnistrienne n'est pas davantage reconnue par la Russie, mais seulement par deux autres régimes politiques, sécessionnistes de la Géorgie et reconnus par la Russie : l'Abkhazie et l'Ossétie du Sud. La Transnistrie, l'Abkhazie et l'Ossétie du Sud sont membres de la Communauté pour la démocratie et les droits des nations, organisation d'États autoproclamés issus de la dislocation de l'URSS mais non-reconnus par le droit international et non-membres de l'ONU.
En 2017, la Transnistrie a ouvert un bureau provisoire à Moscou. Aleksandr Karaman, ancien vice-président de la Transnistrie (1990-2001) et ancien ministre des Affaires étrangères de la république populaire de Donetsk (2014), a dirigé le bureau, qui a été fermé peu de temps après. Deux ans plus tard, un bureau diplomatique permanent de la Transnistrie a été ouvert à Moscou. Plus tard cette année-là, le gouvernement de Transnistrie a demandé aux autorités russes si elles pouvaient délivrer des passeports et d'autres documents à ce bureau diplomatique. Le bureau est situé dans la rue Povarskaya (en) et est actuellement dirigé par Leonid Manakov, vice-président du Syndicat des avocats de la fédération de Russie.

## Rhétorique politique
Sur tout ce qui concerne les relations entre la Moldavie et la Russie, ainsi que la Transnistrie, il n'y a de liberté d'expression qu'en Moldavie, où une partie de l'opinion publique, formée par les descendants des colons slaves et autres, est russophile et s'exprime en faveur de la reconnaissance internationale de la Transnistrie ou de sa transformation en exclave russe à l'instar de l'oblast de Kaliningrad, voire, pour les plus extrêmes, pour une transformation en exclave russe de la Moldavie elle-même, « pour la préserver de l'impérialisme occidental et roumain ». En Transnistrie et en Russie, en l'absence de liberté d'expression, les médias et l'opinion publique ne peuvent que répéter la rhétorique des dirigeants.

### Moldavie
Mircea Snegur, le premier président de la république de Moldavie, a signé l'accord de cessez-le-feu mettant fin à la guerre de Transnistrie. Parce qu'il privait la Moldavie d'une partie de sa souveraineté, Snegur a refusé de signer le « mémorandum de Moscou » de 1997, qui a été finalement signé par le pro-russe Petru Lucinschi, successeur de Snegur. Pendant les mandats présidentiels de Lucinschi et de son successeur également pro-russe Voronine, la Russie noué des relations toujours plus étroites avec la Moldavie, refusant systématiquement, lors des rounds de négociations, de retirer les soldats russes et les munitions de Transnistrie comme le demandaient Mihai Ghimpu, président par intérim de la Moldavie de septembre 2009 à décembre 2010, et son successeur, Vlad Filat du Parti libéral démocrate. Ce dernier a déclaré : « Le statut de la Transnistrie doit être discuté dans le cadre des pourparlers "5+2" et lorsque nous aurons trouvé une solution, nous devrons prendre la décision finale à Chișinău ». Marian Lupu, président par intérim de décembre 2010 à mars 2012, a également souligné la volonté de Chișinău d'engager un dialogue sur le conflit, mais après l'annexion de la Crimée par la Russie en 2014, les dirigeants transnistriens ont demandé au Parlement russe de rédiger une loi pour que la Transnistrie soit annexée par la Russie. En réponse, le président moldave Nicolae Timofti a déclaré que toute décision de Moscou d'accepter la Transnistrie « serait un pas dans la mauvaise direction ». Le président pro-russe Igor Dodon, élu en décembre 2016, considère que l'indépendance de la Transnistrie ne serait pas viable déclarant qu'« ils ne peuvent pas vivre en autarcie : ils ont soit la Moldavie, soit la Russie pour s'unir. Personne d'autre, car l'Ukraine s'est exclue depuis 2014 ».

### Russie et Transnistrie
Alors que Boris Eltsine dirigeait la Russie et son général Alexandre Lebed commandait les troupes russes en Transnistrie, un ingénieur de Tiraspol, Igor Smirnov a été élu premier président de la Transnistrie, en poste de 1990 à 1991 et de 1991 à 2011. Après avoir réclamé le maintien de la Transnistrie au sein de l'URSS, il adopte, après la dislocation de celle-ci, des positions fluctuantes d'un mémorandum à l'autre, tantôt pour une union avec la Russie, tantôt pour l'indépendance, par exemple au moment de la signature du mémorandum de Moscou de 1997. Face à lui, Anatoly Kaminski continue à réclamer l'union avec la Russie, tandis que Viktor Plechkanov, dissident militant pour l'alignement sur la légalité moldave et internationale, autrement dit pour l'intégration de la Transnistrie à la Moldavie comme région autonome, à l'instar de la Gagaouzie, n'a jamais pu être candidat et a été emprisonné à plusieurs reprises. Lors des pourparlers « 5+2 », Evgueni Chevtchouk (élu à la présidence de la Transnistrie en 2011) a rejeté l'appel de la Moldavie à remplacer le contingent militaire russe par une force de maintien de la paix des Nations unies et a réaffirmé que la sécurité de la Transnistrie dépend des forces russes. Élu président en décembre 2016, Vadim Krasnosselski a déclaré que la Transnistrie doit se lancer dans une « adhésion évolutive à la Russie », qu'elle chercherait toujours à être reconnue internationalement et que le contingent militaire russe était « un facteur important pour préserver la paix ». Cette position est conforme à celle des dirigeants russes Dmitri Medvedev, Alexeï Gromov, Dmitri Peskov ou Sergueï Lavrov.